# PSPad
PSPad (celým názvem PSPad Editor) je freewarový textový editor a editor zdrojových kódů pro platformu Microsoft Windows vyvíjený v prostředí Delphi. Program vyvíjí český programátor Jan Fiala, první verze vyšla v roce 2001.

## Vlastnosti
PSPad je navržen jako univerzální editor pro editaci prostých textů a zdrojových kódů mnoha programovacích, skriptovacích a značkovacích jazyků. Umožňuje správu projektů, manipulaci s více soubory najednou pomocí moderního rozhraní MDI (Multiple Document Interface), průzkumník kódů a zvýrazňování syntaxe (včetně uživatelské možnosti implementace dalších jazyků) vytvořené pomocí komponenty SynEdit. Obsahuje také značné množství interních nástrojů např. FTP klient, HEX Editor, Lorem ipsum generátor, průzkumník kódu a další.
Dolní lišta prostředí editoru je aktivní – umožňuje kliknutím myši změnit kódovou stránku dokumentu, styl konců řádků, použité zvýrazňování syntaxe, skok na pozici v textu, vyvolat tabulku znaků atd.
Možnosti zpracování textu jsou v PSPadu poměrně široké – editor podporuje makra, sloupcové bloky, vyhledávání a nahrazování s podporou regulárních výrazů, různé operace s označeným blokem textu (např. převod na velká/malá písmena, slučování nových řádků nebo pevné zarovnávání na nastavitelnou šířku řádky) a další. V nastavení nechybí pokročilé možnosti jako chytré, skutečné nebo mezerami nahrazované tabulátory, u UTF-8 kódování vkládání BOM sekvence.
PSPad umožňuje nastavení kompilátorů pro programovací jazyky, s možností jejich výstupu do logovacího okna integrovaného v prostředí editoru. PSPad též nabízí „našeptávač“ příkazů, klíčových slov nebo značek a entit v závislosti na dané syntaxi, po zvolení dané položky se seznam funkce nebo značka se seznamem parametrů buď automaticky napíše, popř. ještě předtím je na hodnoty těchto parametrů uživatel dotázán v dialogovém okně. Vedle příkazů zde mohou být i základní definovatelné syntaktické konstrukce, které se po zvolení automaticky vypíší. PSPad umí uživatelem editovaný zdrojový kód též parsovat a zobrazit v hierarchické struktuře v průzkumníku kódu. Dokáže načíst a během editace našeptávat entity zapsané v samotném souboru (nebo souborech projektu).
Uživatelé mohou funkčnost programu rozšiřovat pomocí externích skriptů. PSPad využívá podporu WSH (Windows Scripting Host), která je přímo součástí operačního systému. Na stránkách programu je k dispozici velké množství již hotových skriptů.

## Seznam výchozích zvýrazňovačů syntaxe v PSPadu
- TXT
- C/C++
- COBOL
- MS-DOS Batch
- Cascading Style Sheets
- Fortran
- FoxPro
- HTML
- HTML Multihighlighter
- XHTML
- INI
- Inno Setup Script
- Java
- JavaScript
- KiXtart
- Object Pascal
- Perl
- PHP
- Python
- RSS
- SQL
- Tcl/Tk
- TeX
- UNIX Shell Script
- VBScript
- Visual Basic
- XML
- Assembler x86

Součástí instalace je více než 130 dalších definicí pro zvýrazňování syntaxe.